# Dromornis stirtoni
Dromornis stirtoni é o nome científico de uma ave extinta australiana, que viveu no período Mioceno. Habitava zonas subtropicais e era, provavelmente, carnívora. Media até 3 metros de altura, sendo uma das maiores aves não-voadoras que já existiram. Está na lista de pássaros do terror. Esse animal pertencia a ordem dos anseriformes, sendo portanto parente distante dos patos e gansos atuais.